# Gret Palucca

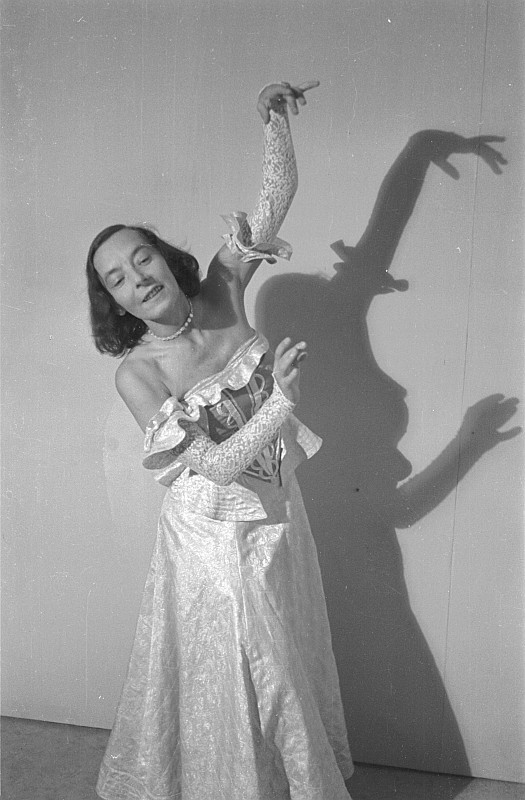
Gret Palucca,
Foto: Abraham Pisarek, 1945

Margarete „Gret“ Palucca, geborene Paluka (* 8. Januar 1902 in München; † 22. März 1993 in Dresden), genannt auch nur Palucca, war eine deutsche Tänzerin und Tanzpädagogin.

## Leben

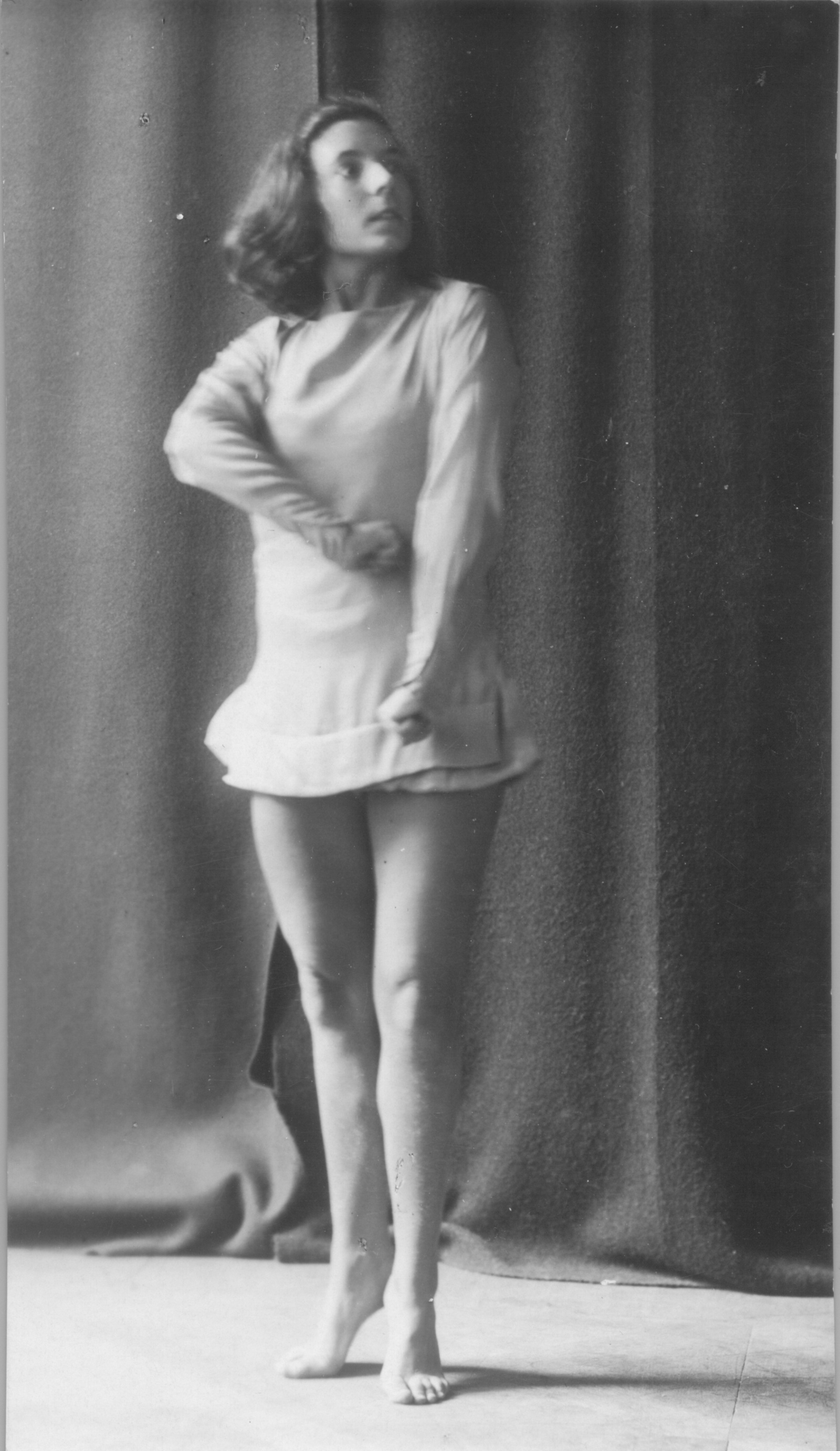
Gret Palucca mit etwa 18 Jahren beim Solotanz,
Foto: Ursula Richter, um 1920

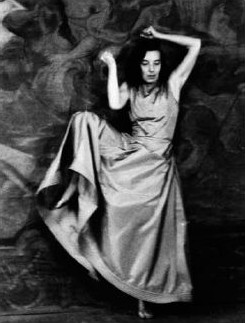
Gret Palucca,
Foto: Genja Jonas, 1936

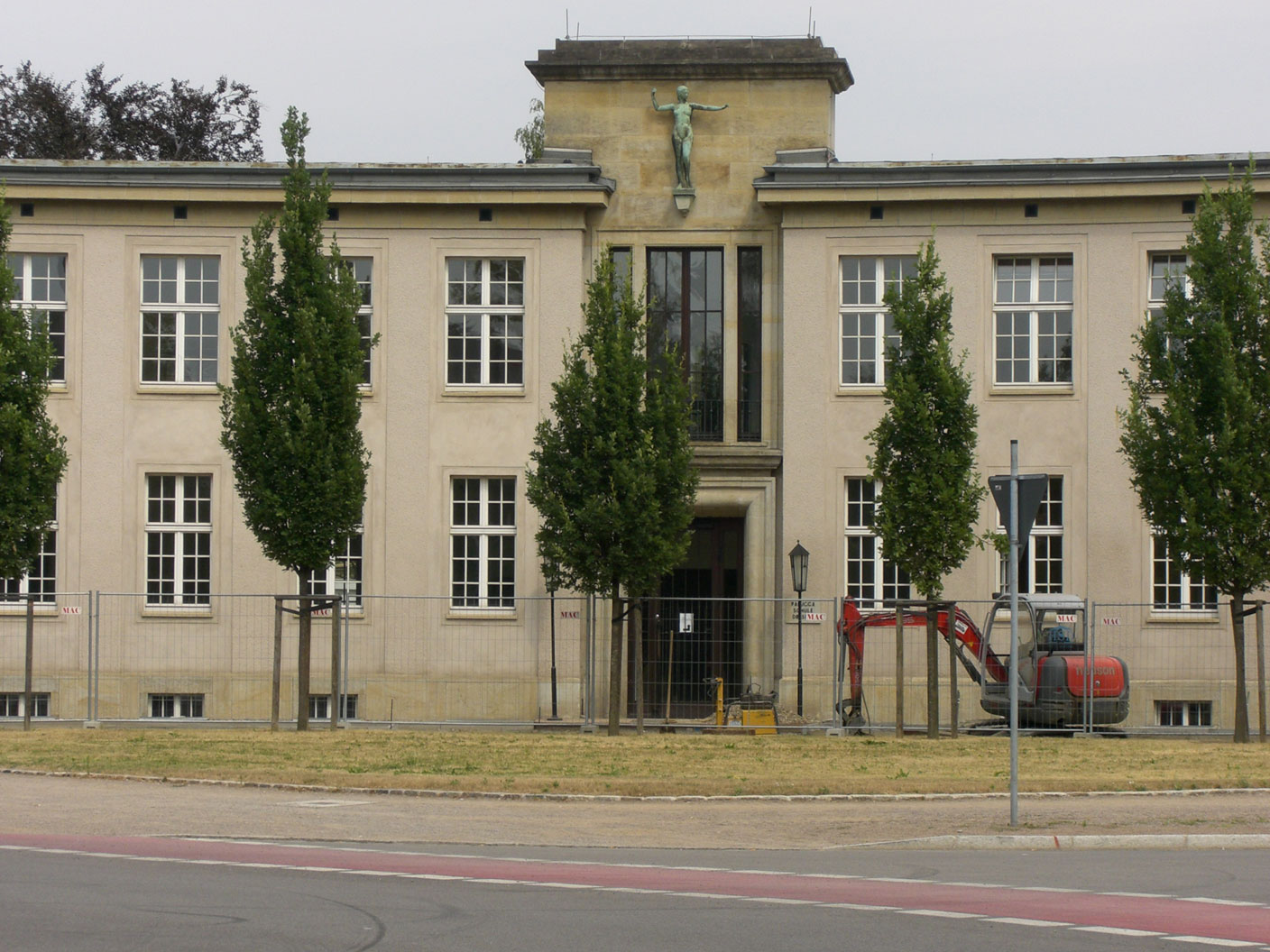
Palucca-Hochschule für Tanz am Basteiplatz in Dresden

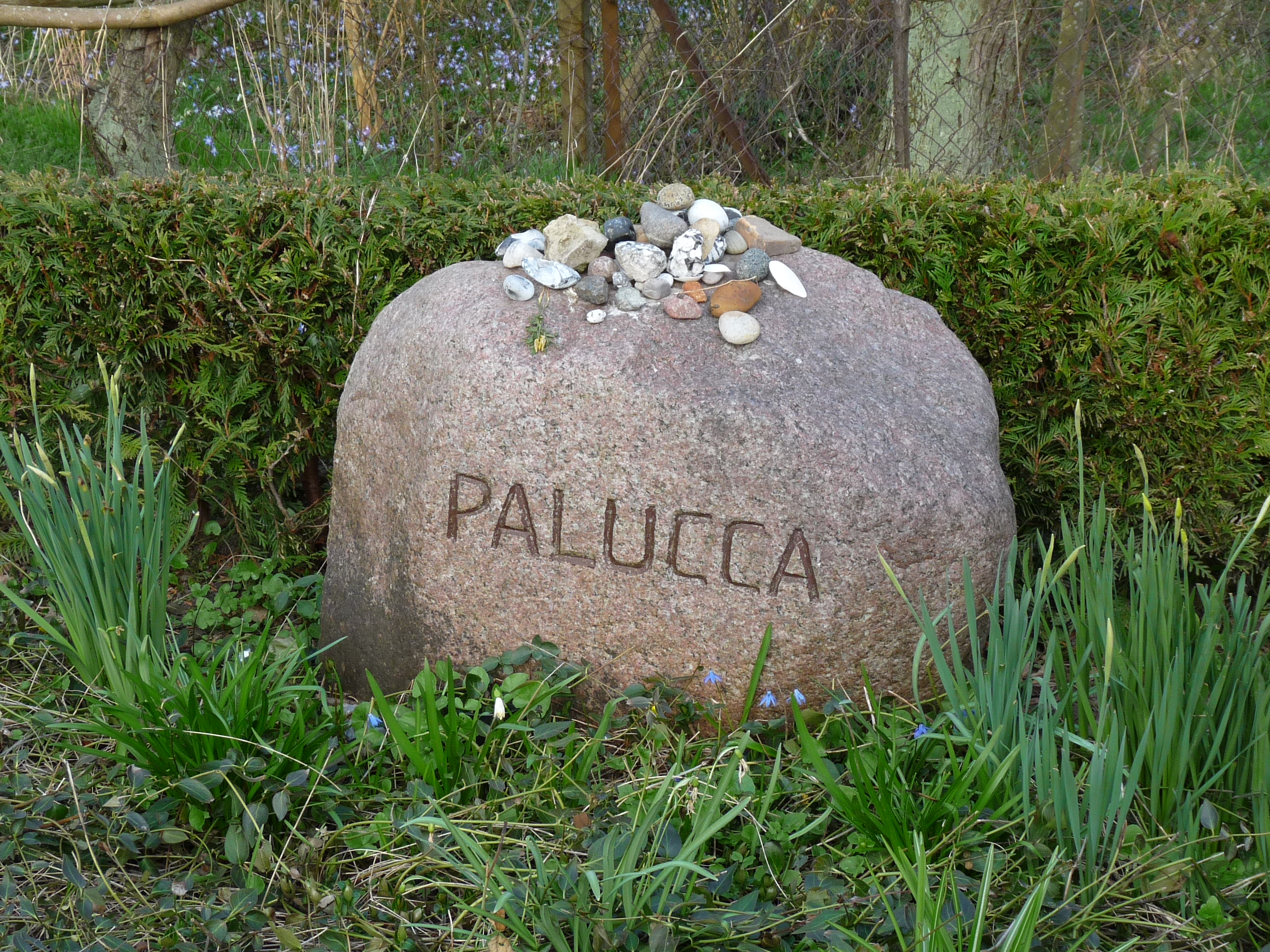
Gret Paluccas schlichter Grabstein auf dem Friedhof der Inselkirche Hiddensee

Gret Paluccas Eltern waren der aus Konstantinopel stammende Apotheker Max Paluka und Rosa Paluka, die jüdisch-ungarischer Herkunft war. Kurz nach ihrer Geburt in München zog die Familie nach San Francisco, Kalifornien. Im Jahr 1909 kehrte Gret mit ihrer Mutter Rosa nach Deutschland zurück und kam nach Dresden, wo sie von 1914 bis 1916 Ballettunterricht bei Heinrich Kröller erhielt. Sie besuchte vorher und nachher die Lehr- und Erziehungsanstalt Margarete Balsat.
Schon als Ballettelevin stand Gret Palucca dem klassischen Tanz mit Skepsis gegenüber. Der Besuch einer Dresdner Tanzveranstaltung mit Mary Wigman wurde für sie zu einem Schlüsselerlebnis und Palucca zu einer der ersten Schülerinnen Wigmans. Im Jahr 1921 änderte sie ihren Namen zu Gret Palucca. Bis 1924 tanzte sie in Wigmans Gruppe. Dann begann Palucca mit ihrer Solokarriere und wurde eine der führenden Ausdruckstänzerinnen. Ihr Stil war fröhlich, unbeschwert und humorvoll, wie etwa die Choreografie von In weitem Schwung oder Tanzfreude vermitteln.
Ab 1924 war Gret Palucca sechs Jahre mit Fritz Bienert verheiratet, dem Besitzer eines Mühlenbetriebes, der Bienertmühle in Dresden und Sohn von Ida Bienert, der ersten privaten Kunstsammlerin der Modernen Kunst in Deutschland. In ihrem Hause gingen die Künstler des Dadaismus ebenso ein und aus wie die Architekten des jungen Bauhauses, wo ihre Tochter Ise Bienert, eine Worpswede-Schülerin, studierte. Palucca wurde zum Thema der Neuen Kunst. Mit ihrem Ehemann verbrachte sie ihre Sommerurlaube ab 1924 regelmäßig auf der Insel Sylt.
Im Jahr 1925 gründete Gret Palucca ihre eigene Schule. Die Palucca-Schule in Dresden unterschied sich maßgeblich von anderen Schulen ihrer Art. Nicht der körperliche Drill stand im Vordergrund, sondern die geistig-künstlerische Erziehung. Zu ihren bekanntesten Schülerinnen zählen Ruth Berghaus und Lotte Goslar sowie Annerose Schunke, die spätere DDR-Nachrichtensprecherin Annerose Neumann. Ihr ständiger Begleiter auf dem Klavier war von 1924 bis 1931 der Komponist und Dirigent Herbert Trantow aus Dresden.
Im Jahr 1926 schrieb Wassily Kandinsky zwei beachtete Aufsätze über Palucca, die zu ihrem wachsenden Bekanntheitsgrad beitrugen. Am 29. April 1927 trat Palucca im Bauhaus in Dessau auf.

„Palucca verdichtet den Raum, sie gliedert ihn: der Raum dehnt sich, sinkt und schwebt – fluktuierend in allen Richtungen.“

Im Jahr 1930 trennte sich Gret Palucca von Fritz Bienert und begann ein Verhältnis mit dem Kunsthistoriker Will Grohmann, mit dem sie auch häufig auf Sylt war. Im Jahr 1935 schrieb er die erste Monographie über sie, unter dem Pseudonym Olaf Rydberg.
Bei den Olympischen Spielen 1936 in Berlin nahm Palucca am Eröffnungsabend mit einem Soloauftritt teil.
Gret Palucca hatte im „Dritten Reich“ kein Auftrittsverbot mit Ausnahme von staatlichen und NSDAP-Veranstaltungen bis zur Schließung aller Theater 1944. Die Legende vom vollständigen Auftrittsverbot hat vermutlich im Interesse der Kulturverantwortlichen in der DDR gelegen. Durch eine von Grohmann erwirkte Sondergenehmigung 1936 konnte Palucca trotz ihrer Stigmatisierung als sogenannte „Halbjüdin“ weiterhin als Tänzerin auftreten, Auslandsgastspiele wurden ihr anfangs noch gestattet, dann aber verboten. Die Presse durfte ihre Auftritte nicht mehr positiv besprechen. Auf Provinzebene wurde die ungebrochen beliebte Ausdruckstänzerin jedoch weiterhin gewürdigt. Am 31. März 1939 wurde ihre Schule geschlossen.
Am 1. Juli 1945 eröffnete Gret Palucca wieder ihre Tanz-Schule in der Karcherallee 43 in Dresden. Im Jahr 1949 wurde diese Palucca-Schule verstaatlicht. Zum 75. Geburtstag von Wilhelm Pieck im Jahr 1951 gab sie ihren letzten Soloauftritt. Bis ins hohe Alter blieb Gret Palucca als Tanzpädagogin tätig, doch ihr Ausdruckstanz entsprach nicht dem neuen Geist der Zeit. Unter dem Begriff Neuer Künstlerischer Tanz versuchte Gret Palucca weiterhin, ihre Ausrichtung im Lehrplan beizubehalten. Das klassische Ballett beherrschte aber die Ausbildung. Entnervt verließ sie 1959 die DDR, ging nach Sylt und verhandelte von dort aus über die Bedingungen ihrer Rückkehr. Als Zugeständnis erhielt Gret Palucca die künstlerische Leitung der Tanzschule in Dresden zugesichert sowie eine Professur, einen Wagen mit Chauffeur und ein Grundstück auf Hiddensee.
An der Gründung der Deutschen Akademie der Künste in Berlin (Ost) 1950 war sie beteiligt. Von 1965 bis 1970 war sie Vizepräsidentin.
Sie starb im Jahr 1993 und wurde auf Hiddensee beigesetzt, wo sie seit 1948 alljährlich ihre Sommeraufenthalte verbracht hatte. Das 1961 gebaute Palucca-Haus wurde 2009 von einem Investor abgerissen. In den 1920er Jahren hatte es auf Hiddensee eine Künstlerkolonie gegeben, in der sie zuweilen zu Gast war.

## Auszeichnungen
- Ehrenurkunde der Internationalen Tanzfestspiele anlässlich der XI. Olympiade, Berlin 1936
- Vaterländischer Verdienstorden in Bronze (1958), in Gold (1972), Ehrenspange (1985)
- Nationalpreis der DDR für Kunst und Literatur II. Klasse (1960 und 1976), I. Klasse (1981)
- Johannes-R.-Becher-Medaille in Gold (1964)
- Pestalozzi-Medaille für treue Dienste in Silber (1966) und Gold (1975)
- Orden „Banner der Arbeit“ (1967)
- Martin-Andersen-Nexö-Kunstpreis der Stadt Dresden (1972)
- Ehrenmitglied des Verbandes der Theaterschaffenden der DDR, Berlin (1975)
- Ehrenbürgerin der Stadt Dresden (1979)
- Stern der Völkerfreundschaft in Gold (1980 und 1987)
- Deutscher Tanzpreis, Essen (1983)
- Ehrenmitglied der Deutschen Akademie des Tanzes, Köln (1987)
- Ehrenmitglied der Akademie der Künste Berlin (1991)
- Großes Verdienstkreuz mit Stern und Schulterband der Bundesrepublik Deutschland (1992)

## Bildergalerie

Ernst Ludwig Kirchner – Gret Palucca
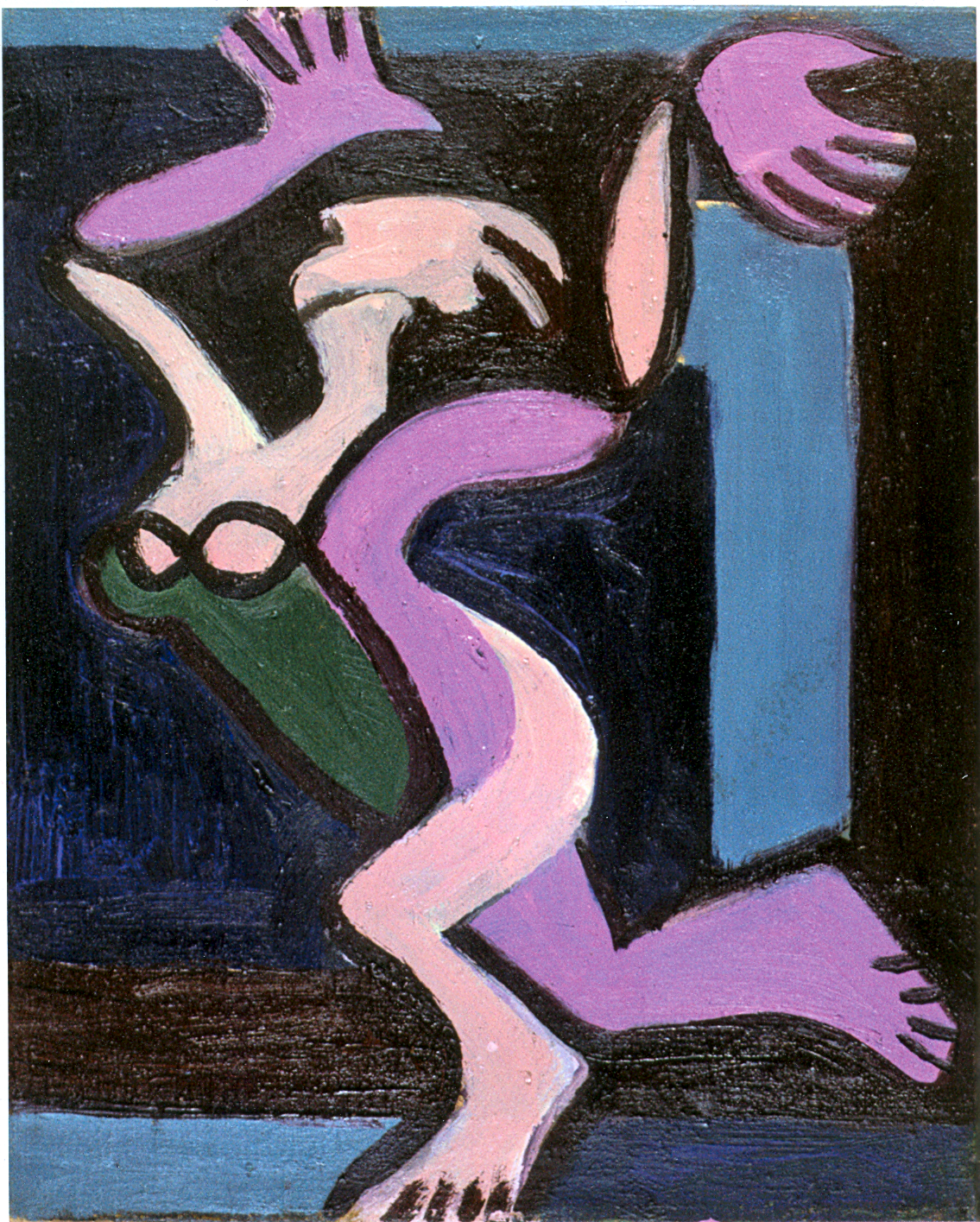
1929–1930
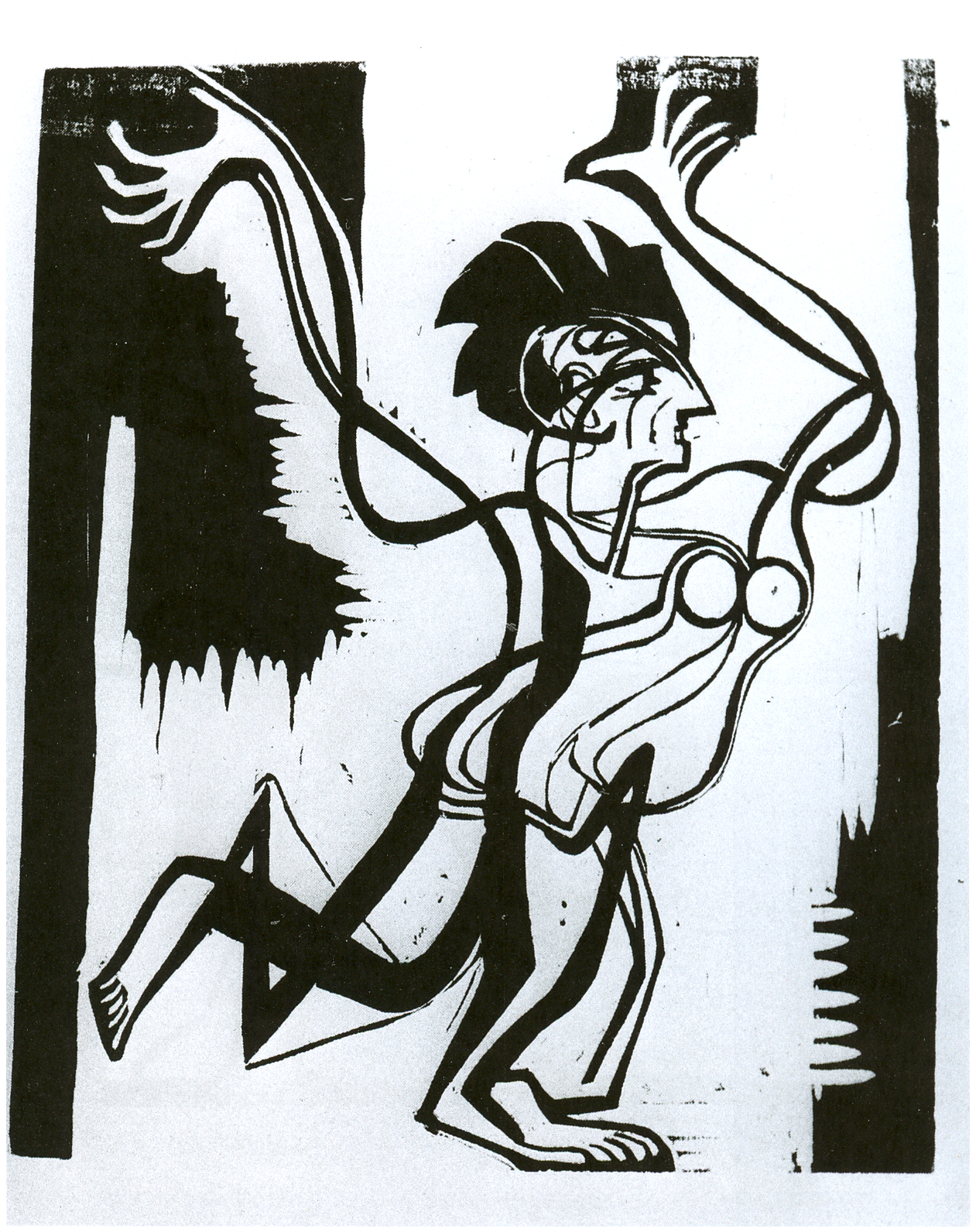
1930
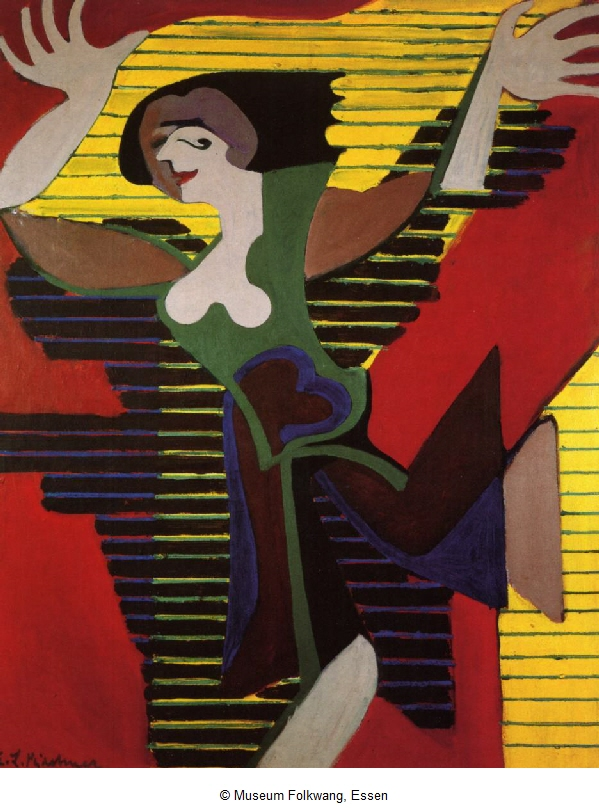
1931

Tanzfotografien
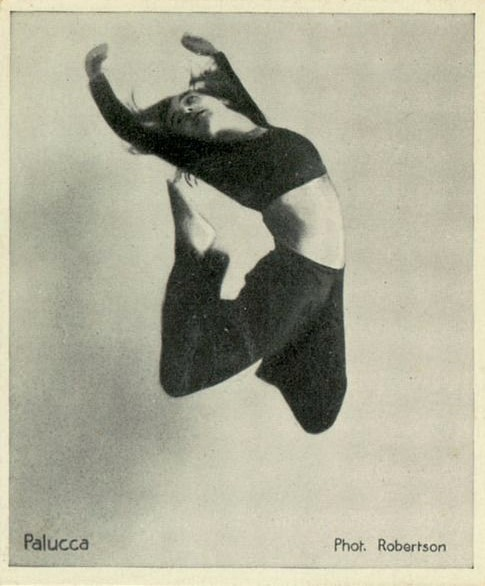
Foto: Hans Robertson, 1920er Jahre
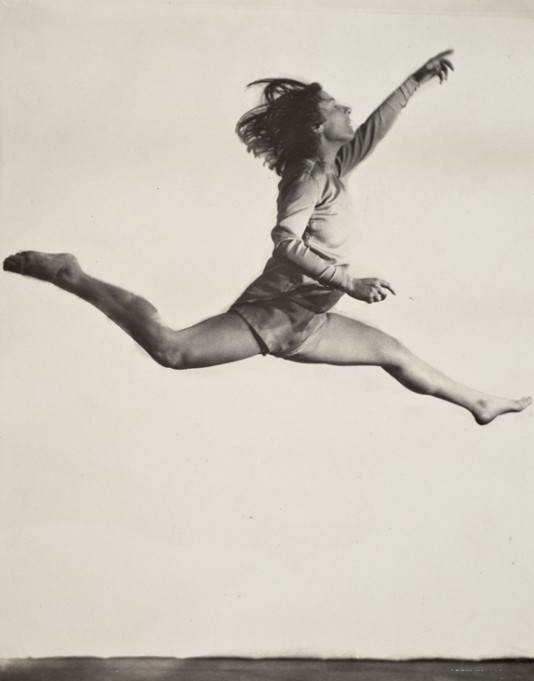
Foto: Hugo Erfurth, circa 1926
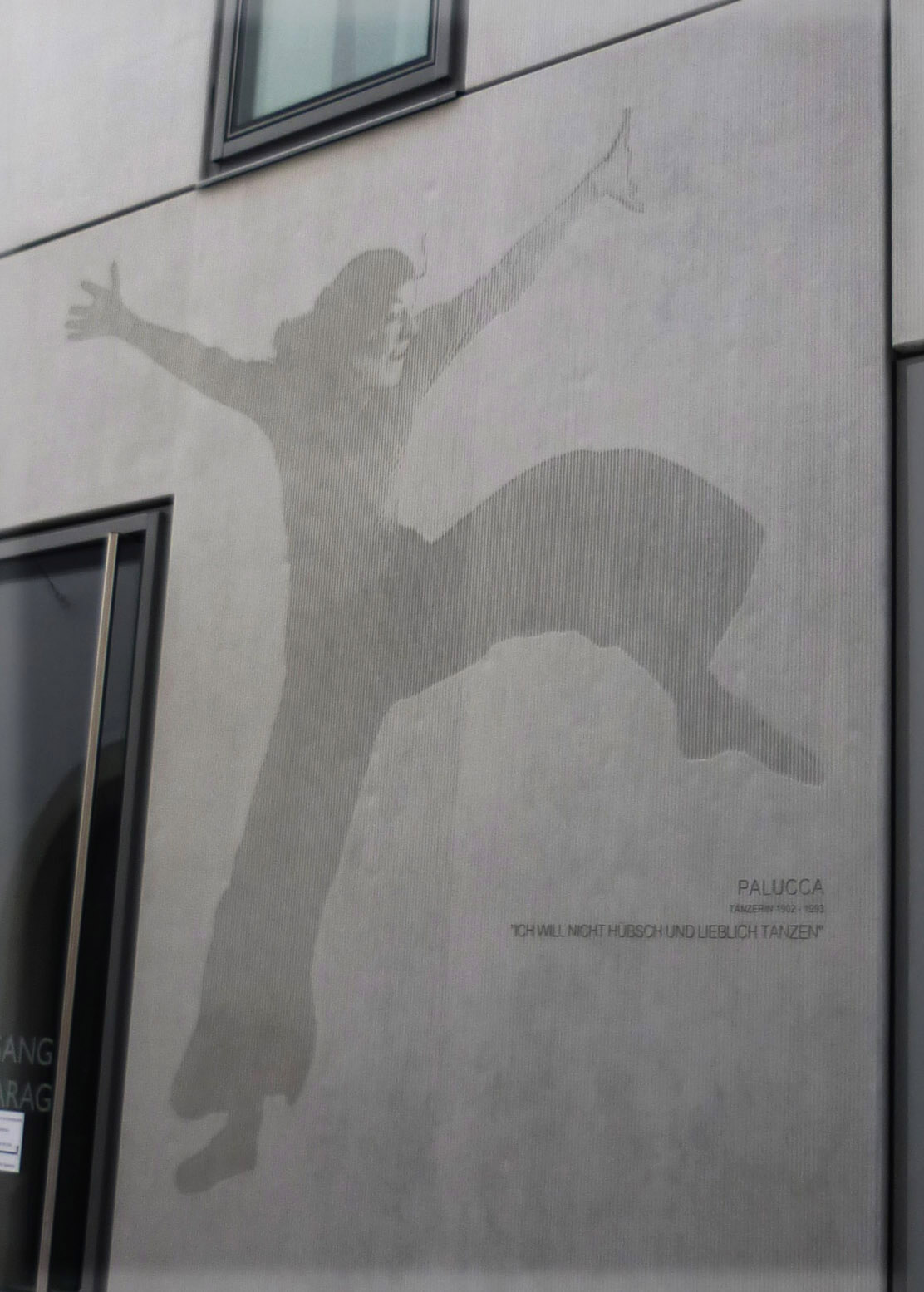
Ritzgrafik nach Entwürfen von Michel Dahne und Heike Böttcher, Kanzleigäßchen 2, Dresden

## Würdigungen

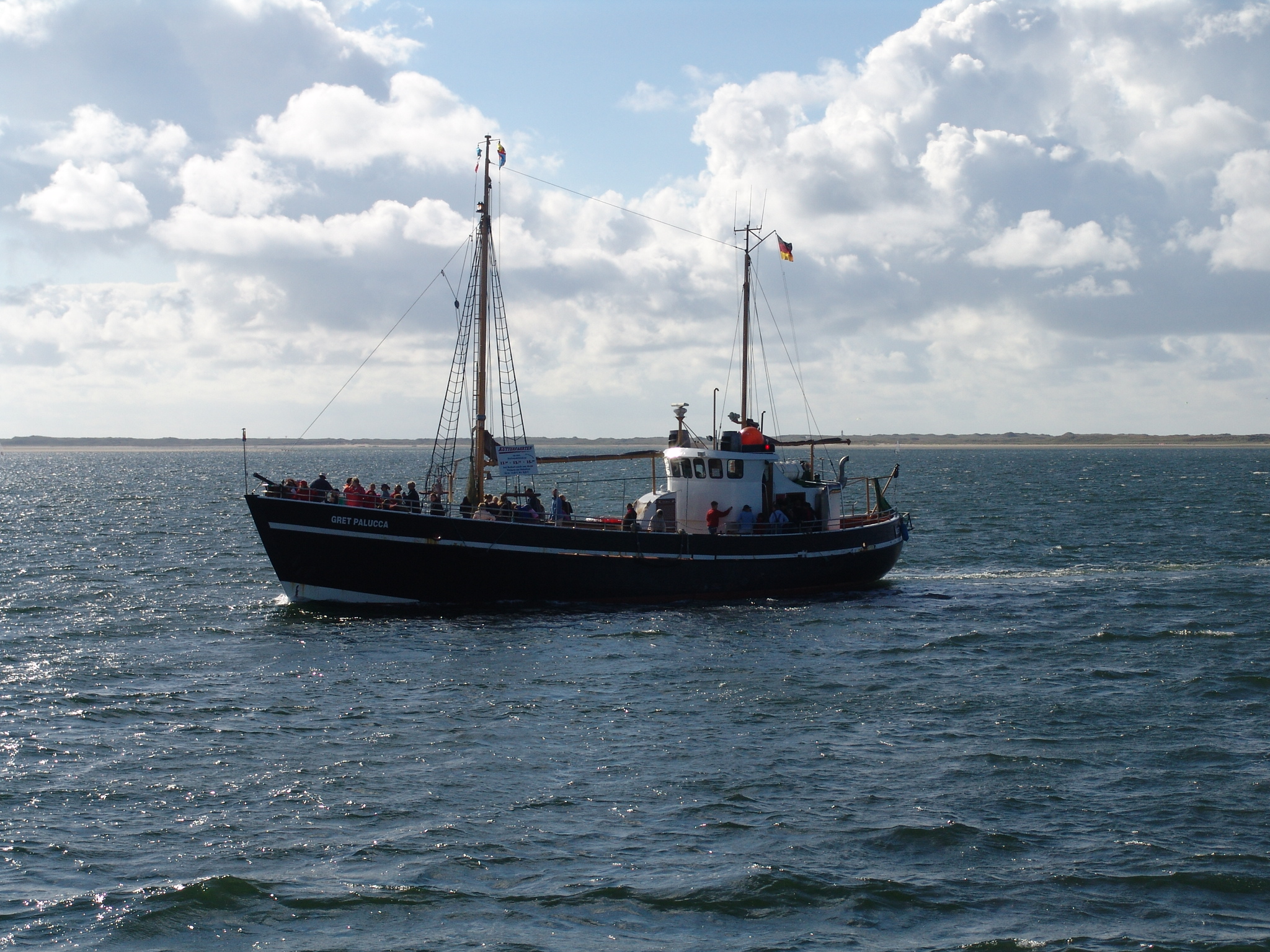
Ausflugsschiff Gret Palucca

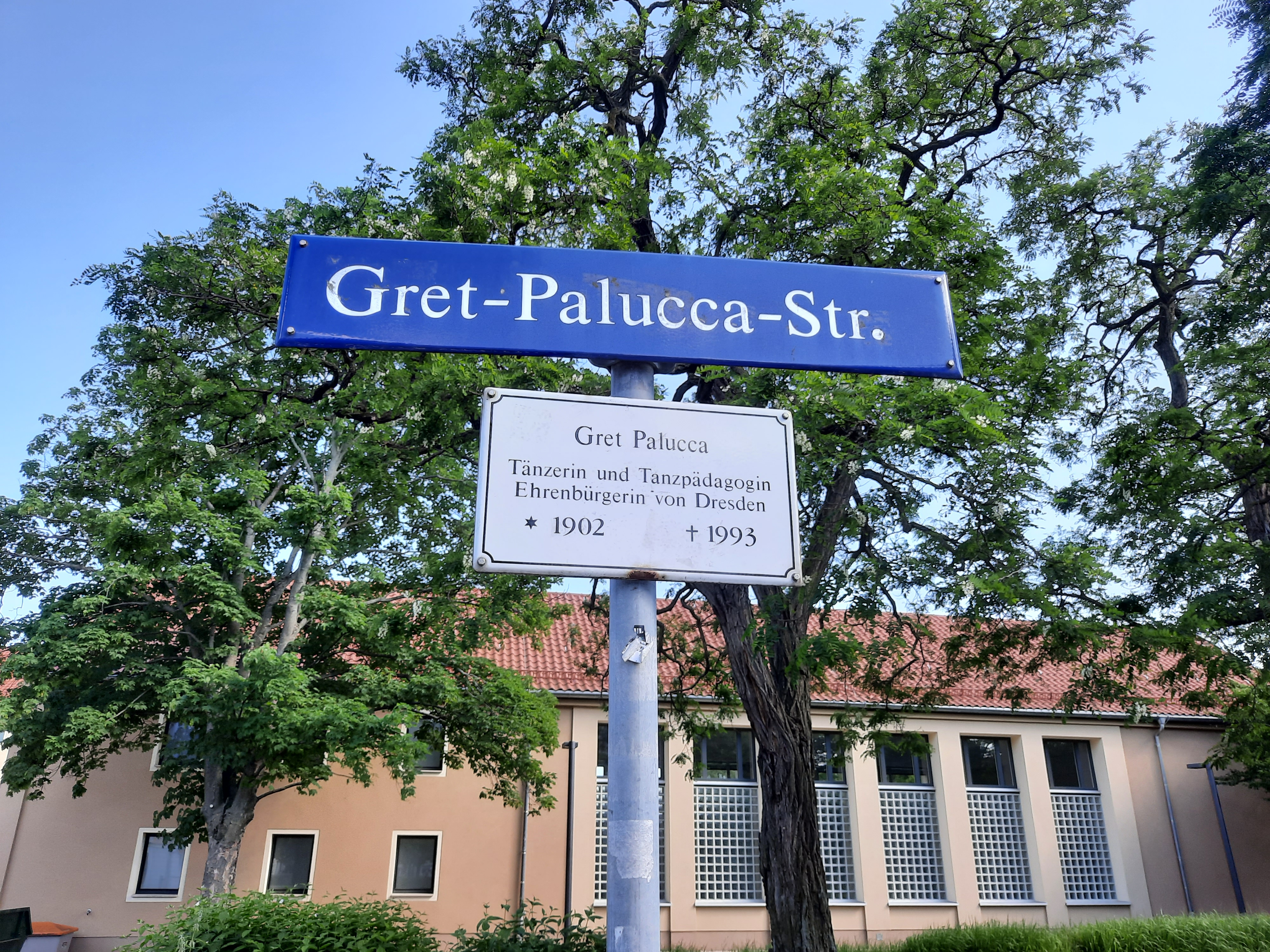
Gret-Palucca-Straße, Dresden

Ihre langjährigen Gastgeber bei ihren Sommerurlauben in List auf Sylt benannten in den frühen 1960er Jahren ihr erstes Ausflugsschiff nach ihrem Namen „Palucca“; auch alle nachfolgende Schiffe dieser kleinen Reederei trugen die Namen „Palucca“ oder „Gret Palucca“. Noch heute fährt ein Ausflugskutter der Adler-Reederei, die die Linien der alten Palucca-Reederei übernommen hat, unter dem Namen „Gret Palucca“, ein weiterer unter dem Namen ihrer Mutter, „Rosa Paluka“.
In Dresden gibt es die Gret-Palucca-Straße. Auch in München Aubing wurde 2014 der Gret-Palucca-Weg nach ihr benannt.
Am 8. Oktober 1998 wurde eine Briefmarke im Wert von 4,40 DM mit Paluccas Porträt im Rahmen der Briefmarkenserie Frauen der deutschen Geschichte herausgegeben.
Im Museum Hofmühle Dresden im Stadtteil Plauen befindet sich eine Dauerausstellung über Paluccas Leben und Werk.
An einem Haus im Dresdner Kanzleigäßchen wurde eine Fassade mit Bildern Paluccas im Tanz gestaltet.

## Filme
- „Ich will nicht hübsch und niedlich tanzen.“ (Memento vom 24. Oktober 2007 im Internet Archive) Film über Palucca
- Tanz unterm Hakenkreuz. Dokumentation, Deutschland 2003, 60 Min., Buch und Regie: Annette von Wangenheim